# Jacomo Stávale
Jacomo Stávale (Rio de Janeiro, 10 de abril de 1882 — São Paulo, 1 de janeiro de 1956) foi um professor de matemática brasileiro.

## Carreira
Filho de imigrantes italianos, Stavale nasceu na então capital do Império do Brasil, mas quando ainda menino sua família transfere-se para Itapira, no interior de São Paulo. 
Foi professor primário e secundário de vários estabelecimentos de ensino no interior do estado e na cidade de São Paulo, como: Ginásio das Cônegas de Santo Agostinho (o extinto Colégio des Oiseaux), Liceu Nacional Rio Branco (atual Colégio Rio Branco), Ginásio de São Bento (atual Colégio de São Bento), Colégio Madre Cabrini e Colégio Nossa Senhora de Sion.
Jacomo Stávale era um didata apaixonado pelo que fazia: "Nasci para professor, não sei se feliz ou infelizmente; sempre trabalhei com a ideia fixa de ensinar; de ensinar de fato. Dada uma noção qualquer aos meus alunos, fosse ela de aritmética, português, geografia ou outra matéria qualquer, cuidava no mesmo instante de verificar se esta noção fora bem compreendida e se ficara sabida; crivava o estudante com dezenas de perguntas, apresentava a mesma noção sob os mais variados aspectos até ficar convencido de que o meu aluno ficara sabendo aquilo que lhe ensinara" (Revista Atualidades Pedagógicas, São Paulo, 1952, página 15 - tal publicação existiu entre 1950 a 1962 divulgando a opinião de professores brasileiros e estrangeiros).
Foi professor de grandes personalidades como o poeta, escritor e pintor modernista Menotti Del Picchia e de famílias tradicionais de São Paulo como a do governador Altino Arantes, conforme dados do livro "Coisas da… Mathematica".
No início da década de 1930 houve duas grandes polêmicas de Malba Tahan contra Jacomo Stávale e Algacyr Munhoz Maeder, respectivamente, refletindo muito provavelmente uma disputa editorial, das publicações didáticas em matemática, entre Rio de Janeiro e São Paulo/Paraná. O professor Miguel Milano de São Paulo também foi alvo dos mesmos ataques mas não participou da polêmica. Malba Tahan apoiado por alguns professores do Colégio Pedro II do RJ; Jacomo Stávale e Maeder por alguns politécnicos, padres, militares e outros docentes diversos que utilizavam suas obras.
A discussão pública culmina com o livro "Coisas da… Mathematica" - raridade bibliográfica da qual a Biblioteca Carlos Benjamin de Lyra do Instituto de Matemática e Estatística da Universidade de São Paulo possui uma cópia digital para consulta. Após tal publicação o Prof. Malba Tahan não divulga mais nada, publicamente, sobre o assunto em livros ou revistas até o passamento de Stávale.
Cumpre destacar que, somente seis anos após a morte de Stávale, em 1962, Malba Tahan inclui em nova edição do seu livro "Matemática divertida e delirante" textos por ele escolhidos, de tal discussão, sob o título "Uma polêmica entre matemáticos", praticamente apresentando-se como vencedor da mesma.
Curiosamente o matemático Algacyr Maeder que, na década de 1930, também respondera duramente às críticas de Malba Tahan, em jornais da época, contestando ponto a ponto as críticas recebidas, não teve o mesmo tratamento. Malba Tahan não fez réplica às respostas de Maeder e ambos faleceram, respectivamente, em 1974 e 1975 sem novas publicações próprias sobre o assunto. O professor Maeder fez referências em suas anotações a Stávale como: "Eminente" e "Um dos padrões de glória do Magistério nacional".
Cabe ressaltar que a polêmica em questão deve ter aumentado a venda dos livros de Stávale. As acusações de Malba Tahan ao professor de São Paulo acabaram, muito provavelmente, por surtir efeito contrário, despertando interesse ainda maior sobre sua obra. Nas décadas de 1920 a 1950 seus livros foram referência didática e curricular em todo o território nacional. Conforme pesquisa, foram editadas dezenas de edições de tal obra segundo o pedagogo em matemática - Pfromm Neto - feito editorial para a época.

## Morte
Sobre a morte de Jacomo Stávale relatou Menotti Del Pichia: 
"Jacomo foi meu professor de grupo em Itapira. Eu era um fedelho cheio de curiosidade. Ele era um mestre cheio de sabedoria. Como quase todos os paulistas, Jacomo era de outro Estado.

Era um exímio didata. Nascera com a vocação de pedagogo porque, mantendo nobre austeridade, era pela clareza das suas exposições que ensinava as crianças. Por intuição, desde esse tempo, adivinhei nele o matemático. Lembro-me que parecia haver nele uma certa volúpia ao traçar, com o giz que segurava com certa elegância na ponta dos dedos, os números arábicos, desenhados com tal gosto que pareceriam florituras barrocas..
Jacomo Stávale mudou-se para São Paulo. Por dezenas de anos o perdi de vista. Fez um grande nome nos meios do professorado. Tentou ser engenheiro, cursando a Politécnica, mas era professor, inelutavelmente professor. Escreveu dezenas de livros didáticos. Foi o mestre mais categorizado da matemática escolar. Vendeu milhões de exemplares. Há pouco menos de dois meses vi-o no Municipal, ainda muito moço nos seus 76 anos. Ele se envaidecia dessa renitente mocidade. Não nos víamos há dezenas de anos 'Bom 1956 para você, Jacomo Stávale.'Deus dirá ao mestre quanto lhe será bom este ano, longe deste mundo onde há tanto veneno e tanta lesma…".

## Vida pessoal
O professor Jacomo Stávale casou-se duas vezes: a primeira com Teresa D'Aiuto, com quem teve as filhas Maria de Lourdes e Lucilia; com a segunda esposa, Consuelo, teve a filha Maria do Carmo. Um logradouro e uma escola estadual da Freguesia do Ó receberam o seu nome através do Decreto Municipal 6.052 de 4 de fevereiro de 1965 e do Estadual 28.018, de 5 de abril de 1957, respectivamente.

## Obras
Foi autor de vários livros didáticos como:
- Apostillas de Arithmetica Racional (editado em 1927);
- Elementos de Geometria e Trigonometria (editado em 1930);
- Problemas de Geometria (editado em 1930);
- Geometria Plana (editado em 1931);
- Coisas da… Mathematica (editado em 1933);
- Primeiro ao Quinto Ano de Matemática (5 volumes em várias edições, de 1932 a 1942);
- Exercícios de Matemática para o Primeiro ao Quinto Ano (5 volumes em várias edições de 1932 a 1942);
- Geografia - para a primeira série secundária(editado em 1940);
- Geografia Geral - para a primeira série ginasial (editado em 1950);
- Elementos de Matemática para a Primeira à Quarta Série do Curso Ginasial (4 volumes em várias edições de 1943 a 1957);
- Problemas de Matemática – Primeira à Quarta Série Ginasial (4 volumes em várias edições de 1943 a 1957).

### Curiosidades
Do livro "Apostillas de Arithmetica Racional" (publicado pelo Instituto Anna Rosa) nem o grande pesquisador em matemática - prof. Pfromm Neto - tinha conhecimento. Outros dos primeiros livros do professor Stávale foram o "Elementos de Geometria e Trigonometria" e o "Problemas de Geometria" publicados pela "São Paulo Editora", em 1930; tais publicações são verdadeiras raridades bibliográficas. Os demais livros acima relacionados saíram pela Companhia Editora Nacional cujo acervo, atualmente Ibep em São Paulo, também pode ser consultado. Considerável material do autor foi doado pela família, na década de 1950, à escola estadual que recebeu o seu nome. Infelizmente tal acervo, na escola, foi perdido.